# 프레드 W. 스미스 조지 워싱턴 연구 국립 도서관
마운트 버넌의 조지 워싱턴 연구를 위한 프레드 W. 스미스 국립 도서관(영어: Fred W. Smith National Library for the Study of George Washington at Mount Vernon)은 미국의 초대 대통령인 조지 워싱턴의 대통령 도서관이다. 워싱턴의 마운트 버넌 저택에 위치한 이 도서관은 마운트 버넌 부인 협회가 지었으며 개인 기금으로 운영된다. 이 도서관은 프로젝트에 3,800만 달러를 기부한 도널드 W. 레이놀즈 재단의 회장 이름을 따서 명명되었다. 도서관은 2013년 9월 27일에 공식적으로 문을 열었다.

## 개요
새로운 도서관은 마운트 버넌의 정문 건너편에 있는 15-에이커 (6.1 ha) 부지에 위치한 3층 건물에 45,000 제곱피트 (4,200 m2) 규모이다. 일반 도서관에는 워싱턴이 소유했던 수천 권의 책, 신문, 팸플릿, 마이크로필름, 전자 자료, 지도, 사진, 정기 간행물이 소장되어 있다. 이 자료들은 조지 워싱턴, 마사 워싱턴, 마운트 버넌, 미국 독립 혁명, 식민지 시대 미국, 노예 제도, 초기 공화국, 역사 보존 등 다양한 주제를 다룬다. 도서관의 특별 소장품에는 워싱턴, 그의 대통령 재임, 가족 생활과 관련된 희귀 서적, 문서, 편지, 농장 장부, 지도가 포함되어 있다. 이 소장품에는 마운트 버넌 저택에 있던 워싱턴 소장품 중 103권의 책도 포함되어 있다. 이 책들은 워싱턴의 900개 제목, 1,200권 소장품의 작은 부분에 불과하다. 이 방대한 소장품의 나머지는 가족에게 주어졌거나 1848년에 서점 주인 헨리 스티븐스에게 팔렸다.
새로운 도서관에는 강연, 컨퍼런스, 기타 회의를 위한 첨단 회의실도 마련되어 있다. 조지 워싱턴 연구를 위한 새로운 프레드 W. 스미스 국립 도서관에는 큰 타원형 금고도 있다. 이 금고에는 워싱턴 가문의 문장을 묘사한 워싱턴 책판의 six-피트 (1.8 m) 백랍 부조가 들어 있다. 도서관은 예약제로 모든 연령의 연구자와 관심 있는 학자들이 이용할 수 있다. 도서관 자료는 건물 내에서만 사용해야 하며 대출할 수 없다.

## 관련 인물
- 린제이 처빈스키 (현직), 대통령 역사학자이자 GWPL 관장

## 같이 보기
- 조지 워싱턴 문서
- 미국 대통령 기념관